# Мадвиг, Йохан Николай
Йохан Николай Мадвиг (дат. Johan Nicolai Madvig; 7 августа 1804, Сванеке, коммуна Борнхольм — 12 декабря 1886, Копенгаген) — датский филолог и государственный деятель, профессор Копенгагенского университета, в 1848—1851 министр народного просвещения.

## Биография
Учёно-литературная деятельность Мадвига сосредоточивалась главным образом на критическом издании текстов латинских авторов, особенно Цицерона и Ливия. Его взгляды на критический анализ текстов и установление его метода изложены в «Adversaria critica ad scriptores graecos et latinos» (Коп., 1871—1873 и 1884).
Мелкие филологические статьи Мадвига были изданы им самим в переработанной форме, по-немецки (Лпц., 1875: «Kleine philol. Schriften»). Обширной известностью пользовались его превосходные руководства к изучению латинской грамматики («Latinsk Sproglære til Skolebrug», Коп., 1841) и греческого синтаксиса («Græsk Ordföiningslære», Копенг., 2-е изд., 1857), переведённые почти на все европейские языки, в том числе и на русский.
Другие сочинения Мадвига: «Den romerske Stats Forfatning og Forvaltning» (Копенг., 1881—1882; одновременно по-немецки «Die Verfassung und Verwaltung des röm. Staates», Лпц.), «Om Sprogets Vaesen, Tilblivelse og Liv» («О существовании, возникновении и жизни языка», 1842), «Om de grammatikalske Betegnelsers Tilblivelse og Vaesen» («О возникновении и существе грамматических определений»).
Похоронен на кладбище Ассистенс в Копенгагене.